# Rapsodia in salmì
Rapsodia in salmì (Rhapsody Rabbit) è un film del 1946 diretto da Friz Freleng. È un cortometraggio d'animazione della serie Merrie Melodies, uscito negli Stati Uniti il 9 novembre 1946. Come il precedente corto di Freleng Rapsodia newyorkese (1941), candidato all'Oscar, Rapsodia in salmì ruota attorno alla Rapsodia ungherese n. 2 di Franz Liszt, che qui viene suonata da Bugs Bunny al pianoforte mentre viene infastidito da un topo. Il cortometraggio integrale venne inserito nel film documentario Bugs Bunny Superstar (1975). Dal 1996 viene distribuito col titolo Musica, maestro, dagli anni 2010 modificato per la trasmissione televisiva in Musica, maestro - Rapsodia in coniglio maggiore per distinguerlo da Il maestro Bunny (1959), oggi distribuito col titolo Musica, maestro!.

## Trama
Bugs Bunny è un pianista che sta per esibirsi in un teatro. Dopo aver ucciso uno spettatore che continuava a tossire, Bugs inizia a suonare la Rapsodia ungherese n. 2 di Franz Liszt; il coniglio tuttavia interrompe l'esibizione varie volte, per fare altro. I problemi maggiori insorgono quando un topo si diverte a tormentare Bugs, che cerca di vendicarsi in vari modi. Quando Bugs si accinge a eseguire l'ultimo e difficilissimo movimento del brano, il topo lo suona al suo posto su un minuscolo pianoforte e con grande maestria. Al coniglio non rimane che suonare, visibilmente indispettito, le ultime tre note.

## Distribuzione

### Edizione italiana
Il corto fu distribuito nei cinema italiani il 19 maggio 1949; il doppiaggio fu eseguito direttamente negli Stati Uniti. Fu ridoppiato a Milano nel 1986 per la distribuzione in VHS. Dieci anni dopo la Angriservices Edizioni lo ridoppiò nuovamente per la televisione sotto la direzione di Renzo Stacchi su dialoghi di Giorgio Tausani.

### Edizioni home video

#### VHS
America del Nord
- Bugs Bunny's Festival of Fun (1990)
- Looney Tunes: The Collector's Edition - Musical Masterpieces (marzo 2000)

Italia
- Bunny il coniglio (ottobre 1986)

#### Laserdisc
- The Golden Age of Looney Tunes Vol. 4 (14 luglio 1993)

#### DVD
Il corto fu pubblicato in DVD-Video in America del Nord nel quarto disco della raccolta Looney Tunes Golden Collection: Volume 2 (intitolato Looney Tunes All-Stars: On Stage and Screen) distribuita il 2 novembre 2004, dove è visibile anche con un commento audio del musicologo Daniel Goldmark; il DVD fu pubblicato in Italia il 16 marzo 2005 nella collana Looney Tunes Collection, col titolo All Stars: Volume 3. In America del Nord fu inserito anche nel secondo disco della raccolta DVD Looney Tunes Spotlight Collection Volume 2 (uscita il 2 novembre 2004) e nel DVD Looney Tunes Musical Masterpieces (uscito il 26 maggio 2015), mentre in Italia fu inserito nel DVD Looney Park della collana I tuoi amici Looney Tunes, uscito il 21 ottobre 2009.

## Accoglienza
In un articolo contemporaneo per The Nation, James Agee definì il cortometraggio "la cosa più divertente che abbia mai visto dal declino della danza sociologica", dicendo: "Il meglio va in due direzioni: una, parodia molto attenta delle affettazioni da concerto pianistico, elegantemente pensate e sincronizzate; l'altra, la brutalità inserita nello spirito della musica per raggiungere una sottigliezza maggiore di quanta ne abbia mai vista raggiungere dalla brutalità prima d'ora".

## Casi mediatici
Nello stesso anno dell'uscita di Rapsodia in salmì, lo studio d'animazione della Metro-Goldwyn-Mayer produsse un cortometraggio simile intitolato Jerry pianista, facente parte della serie Tom & Jerry. Questa produzione ritrae Tom il gatto mentre affronta le distrazioni causate da Jerry il topo mentre si cimenta in un concerto di pianoforte. Somiglianze degne di nota tra le due opere includono la replica di diverse sequenze comiche e l'utilizzo della Rapsodia ungherese n. 2 di Liszt come composizione musicale principale. Jerry pianista vinse l'Oscar al miglior cortometraggio d'animazione ai premi Oscar 1947.
La controversia trovò nuova popolarità a partire dal 1990, quando lo storico del cinema Joe Adamson scrisse nel suo libro Bugs Bunny: Fifty Years and Only One Grey Hare che, secondo una testimonianza di Tex Avery, la Technicolor avrebbe inviato per errore la bobina di Rapsodia in salmì alla MGM; notando le similitudini con il loro cortometraggio, William Hanna e Joseph Barbera ne avrebbero accelerato la produzione in modo da terminarlo in tempo per poterlo proporre come candidato all'Oscar. Nel corso delle proiezioni per l'Academy, Jerry pianista fu proiettato prima di Rapsodia in salmì e quest'ultimo ne sembrò il plagio, cosa che turbò Freleng. Tuttavia, nel 1999 Barbera affermò di aver scoperto anch'egli delle somiglianze in occasione della proiezione, smentendo così anche altre teorie sull'argomento e affermando di credere che si trattasse di una pura coincidenza, opinione avallata anche dallo scrittore Thad Komorowski a seguito di una ricerca sull'argomento.
Nel 2001 il caso fu alla base anche di una puntata del programma televisivo di Cartoon Network ToonHeads intitolata "The Great Cartoon Controversy", in cui i due cortometraggi furono trasmessi di seguito.